# Ordubad
Ordubad (també Ordubat) és una ciutat de Nakhitxevan, la segona de la república autònoma. És capital del districte (rayon) del mateix nom. Està a la vora del riu Ordubadchay afluent de l'Araxes, a 948 metres d'altura. El nom vol dir "Vila fortificada". La seva població (2010) és de 10.372. La ciutat està dividida en cinc zones o districtes: 
- Ambaras
- Kurdtatal
- Mingis
- Sar sheher
- Uch

## Història
No se sap quan es va fundar però es calcula que al segle xiii o a tot tardar al començament de XIV, ja que a la meitat d'aquest segle Mustawfi ja la considerava "vila provincial". Formà part del kanat de Nakhitxevan, dins el districte d'Aza-Djiran. Després de la guerra russo-persa de 1827, el tractat de Türkmençay la va cedir a Rússia (1828).

## Patrimoni de la Humanitat
Fou declarada aspirant a Patrimoni de la Humanitat de la UNESCO el 24 d'octubre de 2001 en la categoria cultural.

## Nadius notables
- Ismail Ibrahimov, científic i heori del treball socialista
- Mammed Said Ordubadi, escriptor
- Najafgulu Rafiyev, heroi de la Unió Soviètica
- Novruz Rizayev, Comissari del Poble a l'Azerbaidjan (1927-1929)
- Victor Cherokov, militar soviètic (vicealmirall)
- Yusif Mamedaliyev, químic